# Dasyatis marianae
Dasyatis marianae  (лат.) — вид рода хвостоколов из семейства хвостоко́ловых отряда хвостоколообразных надотряда скатов. Они являются эндемиками тропических вод центрально-западной части Атлантического океана, омывающих северное побережье Бразилии. Встречаются на глубине до 15 м. Максимальная зарегистрированная ширина диска 40 см. Грудные плавники этих скатов срастаются с головой, образуя ромбовидный диск. Рыло слегка заострённое. Хвост длиннее диска. Глаза очень крупные и выступающие. Окраска дорсальной поверхности диска желтовато-коричневого цвета с тёмными коричневыми отметинами. Позади ядовитого шипа на хвостовом стебле расположены вентральный и дорсальный кожные кили одинаковой длины. На вентральной поверхности диска, окрашенной в белый цвет, имеется пара тёмно-коричневых отметин. Подобно прочим хвостоколообразным Dasyatis marianae размножаются яйцеживорождением. Эмбрионы развиваются в утробе матери, питаясь желтком и гистотрофом. В помёте один новорожденный. Самки приносят потомство 2 раза в год. Являются объектом кустарного промысла. Представляют интерес для аквариумистов. 

## Таксономия и филогенез
Впервые Dasyatis marianae был научно описан в 2000 году как  Dasyatis macrophthalma. Голотип представляет собой самца длиной 48,4 см с диском шириной 24,7 см, пойманного у берегов Параибы. Вид назван в честь дочери одного из учёных, составивших описание, Марины Р. Оливейра. 
В 2006 году были опубликованы результаты филогенетического анализа, проведённого на основании геномной ДНК Dasyatis marianae и прочих хвостоколов, обитающих в водах Бразилии. Dasyatis marianae был признан близкородственным видом группе видов, в которую входят Американский хвостокол и северный колючий хвостокол.

## Ареал и места обитания
Dasyatis marianae обитают в центрально-западной части Атлантического у побережья Бразилии от Мараньяна до Баии. Эти скаты распространены в прибрежной зоне на глубине от 2 до 15 м. Они встречаются у коралловых и песчаниковых рифов на континентальном шельфе, а также вблизи затонувших кораблей. Молодь держится на прибрежном мелководье и заходит в эстуарии рек.

## Описание
Грудные плавники этих скатов срастаются с головой, образуя ромбовидный плоский диск, ширина которого примерно равна длине. «Крылья» закруглены. Заострённое рыло слегка выступает за края диска. Позади крупных приподнятых глаз имеются брызгальца. По ширине глаза равны расстоянию между ними. На вентральной поверхности диска расположены 5 жаберных щелей, маленький рот и ноздри. На дне ротовой полости пролегают 3 отростка. Между ноздрями пролегает лоскут кожи с бахромчатым нижним краем. Зубы выстроены в шахматном порядке и образуют плоскую поверхность. Во рту имеется 35—45 верхних и 38—48 зубных рядов.  В отличие от зубов самок и неполовозрелых особей зубы взрослых самцов заострены. Хвост в виде кнута в 1,5 раза длиннее диска. Как и у других хвостоколов на дорсальной поверхности в центральной части хвостового стебля расположен зазубренный шип, соединённый протоками с ядовитой железой. Периодически шип обламывается и на его месте вырастает новый. Позади шипа на хвостовом стебле расположены вентральная и дорсальная кожные складки одинаковой длины. Дорсальная складка в 2 раза выше вентральной. В целом кожа голая за исключением 2—18 мелких чешуек, пролегающих по диску вдоль позвоночника взрослых особей и колючек на «плечах» самцов. Окраска дорсальной поверхности диска золотисто-коричневого цвета. Края диска и брюшных плавников имеют тонкую голубую окантовку за которой следует тёмно-коричневая полоса. Вокруг глаз и между брызгалец имеются тёмно-коричневые отметины. Кроме того, 2 пары пятен покрывают диск позади брызгалец. Кончики птеригоподиев у взрослых самцов окрашены в голубой цвет. Вентральная поверхность диска белая, к краям темнеет. Вокруг жаберной области расположена пара тёмно-коричневых пятен в виде почек, далее диск покрывают парные светло-коричневые отметины, иногда по центру также имеется единичное тёмное пятно. Дорсальная поверхность хвостового стебля коричневого цвета, а вентральная белая, к кончику хвост приобретает пурпурный оттенок. Тёмно-коричневые кожные складки имеют голубую окантовку. Максимальная зарегистрированная ширина диска 31 см, хотя в природе наблюдали особей с диском шириной 40 см.

## Биология
Подобно прочим хвостоколообразным Dasyatis marianae  относится к яйцеживородящим рыбам. Эмбрионы развиваются в утробе матери, питаясь желтком и гистотрофом. У самок функционирует только левая матка. В помёте 1 новорождённый, ширина их диска составляет 13—14 см. Беременность длится 5—6 месяцев. Самки способны приносить потомство 2 раза в год в июне и в ноябре-декабре. Роды происходят на мелководье с песчаным дном на глубине 3—10 м. Самки достигают половой зрелости позже и в целом крупнее самцов. Пятна на вентральной поверхности диска появляются с возрастом. На Dasyatis marianae охотятся кобии. 

## Взаимодействие с человеком
Dasyatis marianae являются объектом кустарного лова. Кроме того, они ценятся аквариумистами. Вид страдает от ухудшения условий среды обитания, обусловленного антропогенными факторами. Часть ареала расположена на территории морских заповедников. Данных для оценки Международным союзом охраны природы статуса сохранности вида недостаточно. 